# St. Martinus (Emmerke)

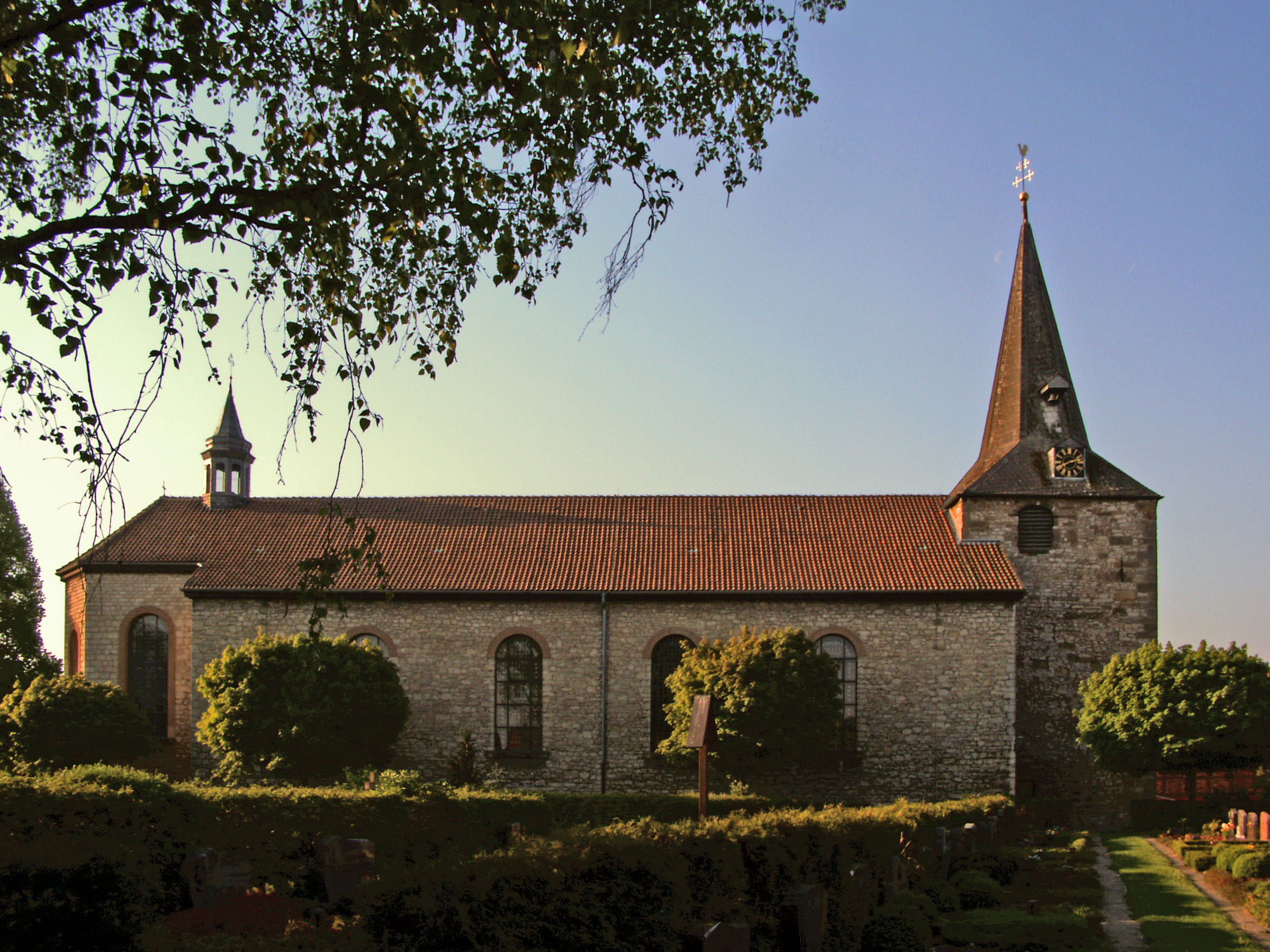
Emmerke, St. Martinus

St. Martinus ist die römisch-katholische Kirche in der Ortschaft Emmerke der Gemeinde Giesen im niedersächsischen Landkreis Hildesheim. Sie gehört heute zur Pfarrgemeinde St. Martinus Hildesheim – Katholische Kirche im „Güldenen Winkel“ im Dekanat Hildesheim des Bistums Hildesheim.

## Geschichte
Die Pfarrkirche St. Martinus wird als ecclesia Embrike in einer Urkunde Bischof Bernhards I. von 1151 erwähnt. Ihr Martinus-Patrozinium weist auf ein hohes Alter, möglicherweise auf eine Gründung im Zuge der fränkischen Kirchenorganisation des 9. Jahrhunderts. Ein Priester in Emmerke wird erstmals für das Jahr 1151 bestätigt. In dieser Urkunde übertrug Bischof Bernhard I. die Martinus-Kirche dem Moritzstift. Dadurch erhielt der Archidiakon und Propst auch die Patronatsrechte über das Gotteshaus im Bann  des Altklosters (veteris monasterii).
Das Patronatsrecht über die Hauptkirche war umstritten, da es vom Archidiakon, der später in enger Verbindung zum Domkapitel stand, beansprucht wurde. Diese ungeklärte Rechtslage führte zu Auseinandersetzungen auf Archdiakonatsebene, die sich indirekt auf die Pfarreien des Bannes auswirkten. Als der Domscholaster, Magister Alexander, 1183 in den Besitz mehrerer Pfründen der Pfarrei Emmerke gelangte und deswegen auch das Präsentationsrecht an der St.-Martinus-Kirche behauptete, kam es zum Rechtsstreit mit dem Archidiakon. Bischof Adelog entschied im gleichen Jahr, dass sich Alexander, nach Aufgabe der Pfarrpfründe und des Patronates in Heyersum, mit dem Archidiakon die Pfründe teilen sollte, letzterer aber die besonderen Rechte behielt. Beide Patronatsinhaber besetzten später die Pfarrstelle zeitweise abwechselnd, wobei dem Patron der Hauptkirche die Einsetzung des Opfermannes vorbehalten blieb. Das gute Einvernehmen bei der Präsentation des Pfarrers war nur vorübergehend. 1313 kam es zwischen dem Domscholaster Bernhard von Dorstadt und dem Archidiakon Matthias von Braunschweig erneut zum Streit über das Präsentationsrecht. Das Domkapitel entschied diesmal, dass dem Scholaster das Vorschlagsrecht zustehe. Bis in das 17. Jahrhundert hinein hatte es deswegen zeitweilig Streit zwischen dem Domkapitel und dem Mauritiusstift gegeben. Als das Stift sich aber 1695 an den Heiligen Stuhl wandte, zog das Kapitel seine Patronatsansprüche zurück.
Die Gemeinde Emmerke gehörte zum Amt Steuerwald, das von Adolf von Holstein ab 1557 reformiert wurde. Der Zeitpunkt der Reformation in Emmerke lässt sich nicht mehr exakt bestimmen. Hinweise gibt die Aussage des Pastors Johannes Licius im Visitationsprotokoll von 1609. Danach war sein Vertreter ab 1567 evangelisch. Diese Angabe erscheint für die Einführung der Reformation jedoch zweifelhaft, da Bischof Burchard von Oberg bereits 1564 das Amt Steuerwald wieder zurückerhalten hatte. Die Annahme der Reformation ist vielmehr nach der evangelischen Kirchenvisitation von 1557 zutreffender. Die konfessionelle Zugehörigkeit des Pastors lässt sich durch Aussage im Visitationsprotokoll nicht eindeutig klären. Denn während er das katholische Glaubensbekenntnis, das ihm zur Amtseinsetzung geholfen hätte, immer wieder ablegen wollte, lehrte er die Gemeinde nach dem Katechismus Luthers. Die wenigen Katholiken seiner Gemeinde gingen nach Hildesheim zur Heiligen Messe, vermutlich in die Taufkirche St. Mauritius. Die Aussagen des Pastors sind nahezu exemplarisch für die ungeklärten konfessionellen Verhältnisse in der Zeit zwischen der Confessio Augustana und dem Trienter Konzil. Nach der Visitation 1609 wurde der Pastor durch Weihbischof von Arensdorff abgesetzt. Ihm folgten zwei katholische Amtsinhaber und dann der Jesuitenorden, der die Pfarrei St. Martinus und ihre Filialgemeinden in Escherde und Sorsum wieder rekatholisierte. Während Klein und Groß Escherde derzeit zum Pfarrbezirk Emmerke gehörten, wurde St. Kunibert in Sorsum selbständige Pfarrei. Wenig später wurde das vermutlich im Dreißigjährigen Krieg zerstörte Gotteshaus renoviert und 1692 durch Weihbischof Adamus Adami geweiht.
Die Technisierung der Landwirtschaft führte im Bauerndorf Emmerke zu einem Wachstum der Bevölkerung. Daraus ergab sich die Notwendigkeit der Vergrößerung der Pfarrkirche. 1840 wurde der Langhaussaal und 1864 die Apsis angebaut.
Nach dem Zweiten Weltkrieg stieg in Emmerke die Bevölkerung durch den Zustrom von Heimatvertriebenen, Ausgebombten und Evakuierten sehr stark an. 1968 waren in Emmerke 1783 Einwohner gemeldet, 1237 davon waren katholisch.
Im Jahre 2010 fusionierten die Kirchengemeinden St. Martinus in Himmelsthür, St. Kunibert in Sorsum, St. Martinus in Emmerke und Heilige Familie in Escherde und bildeten die neue Pfarrgemeinde St. Martinus Hildesheim – Katholische Kirche im „Güldenen Winkel“. St. Martinus in Emmerke ist seitdem eine Filialkirche von St. Martinus in Himmelsthür.

## Architektur
Die Kirche ist ein Bau aus Bruchsteinen mit spätklassizistischem Langhaussaal.